# Tara Geraghty-Moats
Pour les articles homonymes, voir Geraghty.
Tara Geraghty-Moats, née le 12 avril 1993 à Lebanon, est une skieuse nordique américaine active en saut à ski, biathlon et combiné nordique, sport dont elle devient la première gagnante féminine de la Coupe du monde.

## Biographie

### Enfance et vie familiale
Tara Geraghty-Moats est née en 1993. Ses parents sont Betsey Geraghty, une mécanicien et éducatrice et son père Alan Moats, un concepteur de logiciel qui pratique le télémark. La sœur ainée de Tara Geraghty-Moats, Charlotte, a remporté des médailles dans des compétitions juniors en ski alpin. Tara Geraghty-Moats commence le ski dès l'âge de deux ans.

### Biathlon
En raison d'une blessure aux genoux contractée à l'âge de seize ans, elle fait une pause dans sa carrière de sauteuse et se concentre sur le biathlon et le ski de fond. 
Tara Geraghty-Moats a pris part à quelques épreuves internationales, notamment en Europe, de la saison 2010/11 à la saison 2013/14. Elle a décroché une 18e place aux Championnats du monde jeunesse à Kontiolahti en 2012, lors du sprint. Elle prend part aux Championnats du monde junior en 2013 et 2014.

### Carrière en saut à ski
Licenciée au club de Craftsbury, elle découvre le niveau international très tôt en 2005 à l'âge de douze ans, lorsqu'elle s'élance pour la première fois dans la Coupe continentale à Lake Placid. Elle compte deux autres participations à la compétition en 2007 et 2008, avant de s'éloigner des tremplins pour plusieurs années.
Elle participe à sa première épreuve en Coupe du monde en décembre 2014 à Lillehammer, puis marque ses premiers points lors de son troisième concours avec une 29e place à Sapporo. Son meilleur résultat à ce jour dans la compétition est une neuvième place en février 2015. Elle prend part également aux Championnats du monde 2015 à Falun. En 2016, avec plusieurs résultats dans le top vingt, elle établit son meilleur classement général en Coupe du monde avec le 28e rang.
Elle marque des points dans la Coupe du monde jusque lors de la saison 2016-2017, alors qu'elle échoue à se qualifier en deuxième manche lors des deux saisons suivantes, notamment du fait de sa reconversion en tant que coureuse de combiné nordique. 

### Combiné nordique
En 2015, à Lake Placid, Tara Geraghty-Moats devient la première Championne des États-Unis de combiné, devant Gabby Armstrong.
Geraghty-Moats fait ses débuts internationaux en combiné nordique le 18 août 2018 lors du Grand Prix d'été à Oberwiesenthal, où elle termine deuxième derrière Stefaniya Nadymova. Le lendemain, elles inversent leur position et remportent toutes les deux le classement général de la compétition.
Elle vise pour la saison 2019 la victoire au classement général de la Coupe continentale, ainsi qu'une participation au concours par équipes de saut à ski lors des Championnats du monde,. Elle remporte la Coupe continentale avec un total de dix manches gagnées sur onze manches au programme.
Lors de la saison 2019-2020, elle conserve son titre sur la Coupe continentale.
En décembre 2020, elle dispute la première course de Coupe du monde féminine de l'histoire à Ramsau am Dachstein. Elle en sort vainqueur, en devançant la Norvégienne Gyda Westvold-Hansen d'une seconde et demi, après avoir récupéré de son retard de 39 secondes au départ du ski de fond. Elle remporte de même le classement général, puisqu'il s'agit de la seule manche de l'hiver, les autres épreuves étant annulées en raison de la pandémie de covid-19.
Cinquième au premier championnat du monde de combiné nordique féminin à Oberstdorf, en 2021, l'Américaine finit sa saison en dominant les trois courses de Coupe continentale disputées à Nijni Taguil.
Elle décide ensuite d'arrêter le combiné nordique afin de se consacrer au biathlon, sport qu'elle pratiquait chez les juniors,. Quelques mois plus tard, elle participe aux championnats du monde de biathlon d'été.

## Palmarès en saut à ski

### Championnats du monde
| Épreuve / Édition | Falun 2015                       | Seefeld 2019 |
| Individuel        | 18e                              |              |
| Par équipes       | Épreuve inexistante à cette date | 10e          |

### Coupe du monde
- Meilleur classement général : 28e en 2016.
- Meilleur résultat : 9e.

#### Classements généraux annuels
| Année | Rang |
| 2015  | 31e  |
| 2016  | 28e  |
| 2017  | 40e  |

## Palmarès en combiné nordique

### Championnats du monde
| Épreuve / Édition        | Individuel     | Individuel |
| Épreuve / Édition        | Petit tremplin |            |
| Mondiaux 2021 Oberstdorf | 5e             |            |

### Coupe du monde
- 1 gros globe de cristal en 2021.
- Trophée de la meilleure skieuse en 2021.
- 1 podium individuel : 1 victoire.

#### Détail des victoires
| Édition / Épreuve | Gundersen | Total |
| 2020-2021         | Ramsau    | 1     |
| Total             | 1         | 1     |

#### Classements en Coupe du monde
| Année     | Classement général final |
| 2020-2021 | 1re                      |

### Coupe continentale
- Vainqueur du classement général en 2019 et 2020.
- 20 podiums individuels, dont 18 victoires.

Palmarès mis à jour le 26 mars 2021

### Grand Prix
- Meilleur classement général : 1re en 2018 (à égalité avec Stefaniya Nadymova).
- 4 victoires.

Palmarès après l'édition 2019